# The Truth About Love
| Оценки критиков      | Оценки критиков |
| Источник             | Оценка          |
| -------------------- | --------------- |
| Allmusic             | [ 1 ]           |
| The A.V. Club        | B–              |
| Chicago Tribune      | [ 3 ]           |
| Robert Christgau     | A               |
| Entertainment Weekly | A               |
| The Guardian         | [ 6 ]           |
| The Observer         | [ 7 ]           |
| The New York Times   | favorable       |
| Rolling Stone        | [ 9 ]           |
| Slant Magazine       | [ 10 ]          |

The Truth About Love (рус. «Правда о любви») — шестой студийный альбом американской певицы, актрисы и автора песен P!nk, вышедший в 2012 году. Диск записан на лейбле RCA после закрытия в 2011 году Jive Records. Первый сингл из альбома «Blow Me (One Last Kiss)» был выпущен в июле 2012 года и находился на пятом месте в Billboard Hot 100 в течение трех недель. Также сингл стал платиновым и был продан в количестве миллиона копий. «Try», изданный вторым синглом, также добился успеха во многих странах мира. «Just Give Me a Reason» добрался до первой строчки в Billboard Hot 100, став четвёртым № 1 у Pink в этом чарте. The Truth About Love стал вторым после Missundaztood 2001 года альбомом в дискографии Пинк, из которого первые три сингла достигли первой десятки американского чарта Billboard. Альбом был номинирован на Грэмми 2013 в категории «Лучший вокальный поп-альбом», но уступил альбому американской певицы Келли Кларксон Stronger.
В США альбом дебютировал на первом месте в Billboard 200 с продажами в 281 000 копий в первую неделю, став первым альбомом номер один в этом чарте, и был дважды сертифицирован как платиновый после продажи в два миллиона копий в США. The Truth About Love стал первым мультиплатиновым альбомом за последние десять лет карьеры P!nk. Также он дебютировал под номером один в Австралии, Австрии, Канаде, Германии, Новой Зеландии, Швеции и Швейцарии. «The Truth About Love» стал самым продаваемым альбомом года в Австралии. В списке самых продаваемых альбомов в мире занял шестое место.
The Truth About Love стал самым продаваемым диском в Австралии в 2012 году. Альбом занял 6 место в списке самых продаваемых альбомов 2012 года, с 2,6 миллионами проданных копий.
Для записи дуэтов были приглашены Eminem, Лили Аллен и солист группы Fun — Nate Ruess. P!nk начала в поддержку альбома концертный тур The Truth About Love Tour, в феврале 2013 года.

## Об альбоме
7 октября 2011 года RCA Music Group закрыла лейбл Jive Records наряду с Arista Records и J Records. До роспуска этих лейблов Pink подписала контракт с RCA Records, на котором будут выпущены следующие работы певицы. В 2011 году после подписания Pink контракта с лейблом RCA, Joe Riccitelli объявил, что Pink вернулась в студию для записи нового материала. 19 июня 2012 Pink в видео обращении сказала, что её первым синглом из альбома станет композиция «Blow Me (One Last Kiss)», которая была выпущена 9 июля. 1 июля в интернет просочилась демоверсия песни, и в связи с этим, релиз сингла состоялся на неделю раньше. 4 июля в видеообращении Pink объявила, что её шестой студийный альбом будет называться The Truth About Love и выйдет 18 сентября.
6 сентября 2012 года на премии MTV Music Video Awards 2012, Pink исполнила «Get the Party Started» и « Blow Me (One Last Kiss)» 10 сентября 2012 года певица исполнила «Blow Me (One Last Kiss)» и «Who Knew» на Ellen DeGeneres Show.
. Также Пинк выпустила лирикс-видео на все треки альбома, исключая бонусные. 19 ноября 2012 года Are We All We Are стала промосинглом, на австралийском радио.
The Truth About Love получил в основном положительные отзывы от критиков. Entertainment Weekly признал альбом лиричным шедевром. Андре Хэмп из Billboard назвал альбом мелодичным и остроумным.
В списке лучших альбомов 2012 года от Barnes & Noble, The Truth About Love получил четвёртое место, как и в списке «50 любимых альбомов 2012 года» от NPR Music SPIN поставил альбом на одиннадцатое место в списке лучших альбомов года. The Truth About Love стал третьим альбомом Pink, который получал номинацию на Grammy в категории за «лучший поп-альбом», однако уступил альбому Келли Кларксон Stronger.

### Синглы
- Первым синглом стала песня «Blow Me (One Last Kiss)» — быстрая поп-рок композиция с элементами танцевальной музыки[32][33]. Продюсером песни стал Грег Керстин. Трек получил положительные отзывы критиков, которые отметили сходство с «Stronger (What Doesn't Kill You)»[34]. Трек дебютировал на первом месте в чарте Австралии и Шотландии, на восьмом в чарте Новой Зеландии[35]. В Billboard Hot 100 трек стартовал с 58 места, а пиковая позиция пришлась на пятое место. В Канаде и Ирландии сингл дебютировал на 13 и 23 местах соответственно.
- В июле 2012 года Pink объявила, что вторым синглом из альбома станет песня «Try». Она дебютировала на 21 позиции в чарте Новой Зеландии и на 8 месте в австралийском чарте синглов[36]. Трек добрался первой десятки в 14 странах, в том числе и в США.
- Третьим синглом стала песня «Just Give Me a Reason», записанная совместно с солистом группы fun., Нейтаном Рьюсом. Песня стала самым большим хитом из альбома, добравшись до первого места в чартах 25 стран, в том числе и в Billboard Hot 100. Третья песня на которую было выпущено лирикс-видео[37]. Клип на сингл был выпущен в начале февраля 2013 года. Песня стала первым хитом № 1 в iTunes США за всю карьеру Pink[38].
- 29 апреля 2013 было объявлено, что «True Love», изначально изданная как промосингл для Венгрии, будет выпущена четвёртым синглом. После релиза как промо, песня достигла 36 места в венгерском радио-чарте[39]. Трек записан совместно с британской певицей Лили Аллен[40][41][42].
- «Walk of Shame» была выпущена синглом для Австралии 25 сентября 2013 года[43].Музыкальное видео смонтированное из отрывков живых выступлений во время турне певицы, было выпущено как промо к DVD записи The Truth About Love Tour: Live in Melbourne.В чарте Австралии добрался до 60 места[44].
- Шестым синглом из альбома для Европы стал «Are We All We Are»[45][46].На итальянском радио трек появился 31 октября 2013 года[47].Видео клип к синглу был смонтирован из записи выступления исполнительницы (как и клип к «Walk of Shame»).

## Продажи
В Австралии альбом дебютировал на первой строчке и был сертифицирован как двух-платиновый в первую неделю, став третьим альбомом № 1 в этой стране. В Великобритании диск стартовал со второго места с продажами в 80 000 копий в первую неделю, уступив альбому Battle Born группы The Killers.
The Truth About Love стал первым альбомом «номером один» у P!nk в Billboard 200 с продажами 281 000 копий в первую неделю. На второй неделе пребывания в чарте диск опустился на четвертую позицию (94 000 проданных копий). В неделю Благодарения и после выступления на American Music Awards с «Try», диск вернулся в первую десятку американского чарта (седьмое место) с 144 000 проданных копий. От RIAA The Truth About Love получил платиновую сертификацию с миллионом проданных копий. В 2012 году было продано 945 000 копий в США и 446 000 копий в Великобритании. В Канаде альбом попал на первое место с продажами в 28 000 экземпляров. Альбом был продан в количестве 1618000 копий в США по состоянию на июль 2013 года.

## Список композиций
| №   | Название                                       | Автор(ы)                                                                  | Producer(s)            | Длительность |
| --- | ---------------------------------------------- | ------------------------------------------------------------------------- | ---------------------- | ------------ |
| 1.  | «Are We All We Are»                            | Pink, Butch Walker, John Hill, Emile Haynie                               | Walker, Hill, Haynie   | 3:37         |
| 2.  | «Blow Me (One Last Kiss)»                      | Pink, Greg Kurstin                                                        | Kurstin                | 4:15         |
| 3.  | «Try»                                          | busbee, Ben West                                                          | Kurstin                | 4:07         |
| 4.  | «Just Give Me a Reason» (featuring Nate Ruess) | Pink, Jeff Bhasker, Nate Ruess                                            | Bhasker                | 4:02         |
| 5.  | «True Love» (featuring Lily Rose Cooper)       | Pink, Kurstin, Cooper                                                     | Kurstin                | 3:50         |
| 6.  | «How Come You're Not Here»                     | Pink, Kurstin                                                             | Kurstin                | 3:12         |
| 7.  | «Slut Like You»                                | Pink, Max Martin, Shellback                                               | Martin, Shellback      | 3:42         |
| 8.  | «The Truth About Love»                         | Pink, Billy Mann, David Schuler                                           | Mann, Schuler (co)     | 3:48         |
| 9.  | «Beam Me Up»                                   | Pink, Mann                                                                | Mann                   | 4:27         |
| 10. | «Walk of Shame»                                | Pink, Kurstin                                                             | Kurstin                | 2:42         |
| 11. | «Here Comes the Weekend» (featuring Eminem)    | Pink, Khalil Abdul Rahman, Pranam Injeti, Liz Rodrigues, Marshall Mathers | DJ Khalil, Chin Injeti | 4:24         |
| 12. | «Where Did the Beat Go?»                       | Pink, Mann, Jon Keep, Steve Daly                                          | Mann, Tracklacers (co) | 4:18         |
| 13. | «The Great Escape»                             | Pink, Dan Wilson                                                          | Wilson                 | 4:24         |

| №   | Название            | Автор(ы)                    | Producer(s)        | Длительность |
| --- | ------------------- | --------------------------- | ------------------ | ------------ |
| 14. | «My Signature Move» | Pink, Walker, Jake Sinclair | Walker             | 3:44         |
| 15. | «Is This Thing On?» | Pink, Walker, Sinclair      | Walker             | 4:21         |
| 16. | «Run»               | Pink, Walker, Sinclair      | Walker             | 4:11         |
| 17. | «Good Old Days»     | Pink, Mann, Schuler         | Mann, Schuler (co) | 4:02         |

| №   | Название       | Автор(ы)       | Producer(s) | Длительность |
| --- | -------------- | -------------- | ----------- | ------------ |
| 18. | «Chaos & Piss» | Pink, Eg White | White       | 3:59         |
| 19. | «Timebomb»     | Pink, Kurstin  | Kurstin     | 3:34         |

| №   | Название                                  | Автор(ы)                                        | Producer(s)               | Длительность |
| --- | ----------------------------------------- | ----------------------------------------------- | ------------------------- | ------------ |
| 18. | «The King Is Dead But the Queen Is Alive» | Pink, Mann, Walker, Niklas Olovson, Robin Lynch | Mann, Machopsycho, Walker | 3:44         |

| №   | Название                                  | Автор(ы)                           | Producer(s)               | Длительность |
| --- | ----------------------------------------- | ---------------------------------- | ------------------------- | ------------ |
| 14. | «My Signature Move»                       | Pink, Walker, Sinclair             | Walker                    | 3:44         |
| 15. | «Is This Thing On?»                       | Pink, Walker, Sinclair             | Walker                    | 4:21         |
| 16. | «Run»                                     | Pink, Walker, Sinclair             | Walker                    | 4:11         |
| 17. | «Good Old Days»                           | Pink, Mann, Schuler                | Mann, Schuler (co)        | 4:02         |
| 18. | «Chaos & Piss»                            | Pink, White                        | White                     | 3:59         |
| 19. | «Timebomb»                                | Pink, Kurstin                      | Kurstin                   | 3:34         |
| 20. | «The King Is Dead But the Queen Is Alive» | Pink, Mann, Walker, Olovson, Lynch | Mann, Machopsycho, Walker | 3:44         |

| №  | Название                                              | Длительность |
| -- | ----------------------------------------------------- | ------------ |
| 1. | «Blow Me (One Last Kiss)» (Music video)               | 3:47         |
| 2. | «Try» (Music video)                                   | 4:09         |
| 3. | «Are We All We Are» (Live from Los Angeles)           | 3:52         |
| 4. | «Blow Me (One Last Kiss)» (Live from Los Angeles)     | 4:39         |
| 5. | «Try» (Live from Los Angeles)                         | 4:30         |
| 6. | «Fuckin' Perfect» (Live from Los Angeles)             | 3:33         |
| 7. | «The Truth About Love Photoshoot - Behind the Scenes» | 3:43         |

## Чарты и сертификации
| Чарты (2012)                         | Чарты (2012)   |
| Чарт                                 | Высшая позиция |
| ------------------------------------ | -------------- |
| Australian Albums Chart              | 1              |
| Austrian Albums Chart                | 1              |
| Belgian Albums Chart (Flanders)      | 3              |
| Belgian Albums Chart (Wallonia)      | 4              |
| Canadian Albums Chart                | 1              |
| Czech Republic Albums Chart          | 5              |
| Danish Albums Chart                  | 4              |
| Dutch Albums Chart                   | 2              |
| Finnish Albums Chart                 | 4              |
| French Albums Chart                  | 4              |
| German Albums Chart                  | 1              |
| Hungarian Albums Chart               | 3              |
| Irish Albums Chart                   | 2              |
| Italian Albums Chart                 | 4              |
| Japanese Albums Chart                | 14             |
| Mexican Albums Chart                 | 14             |
| Mexican International Albums Chart   | 3              |
| New Zealand Albums Chart             | 1              |
| Norwegian Albums Chart               | 7              |
| Polish Albums Chart                  | 24             |
| Portuguese Albums Chart              | 8              |
| Spanish Albums Chart                 | 10             |
| Swedish Albums Chart                 | 1              |
| Swiss Albums Chart                   | 1              |
| Taiwanese International Albums Chart | 5              |
| UK Albums Chart                      | 2              |
| US Billboard 200                     | 1              |

| Итоговые чарты за год (2012) | Итоговые чарты за год (2012) |
| Чарт                         | Место                        |
| ---------------------------- | ---------------------------- |
| Australian Albums Chart      | 1                            |
| Austrian Albums Chart        | 24                           |
| Dutch Albums Chart           | 41                           |
| German Albums Chart          | 13                           |
| Hungarian Albums Chart       | 58                           |
| Italian Albums Chart         | 91                           |
| Swedish Albums Chart         | 71                           |
| Swiss Albums Chart           | 9                            |
| UK Albums Chart              | 12                           |
| US Billboard 200             | 37                           |

| Сертификации | Сертификации  | Сертификации |
| --- | ------------- | ------------ |
| \| Регион \| Сертификация \| Продажи \| \| ------------------------------------------------------------------------------------------------------------------------ \| ------------- \| ---------- \| \| Австралия (ARIA)[90] \| 6× Платиновый \| 420 000^ \| \| Австрия (IFPI Austria)[91] \| Платиновый \| 20,000* \| \| Канада (Music Canada)[92] \| 2× Платиновый \| 160 000^ \| \| Финляндия (Musiikkituottajat)[93] \| Золотой \| 15,084[93] \| \| Франция (SNEP)[94] \| Золотой \| 50 000* \| \| Германия (BVMI)[95] \| 3× Золотой \| 300 000^ \| \| Венгрия (Mahasz)[96] \| Золотой \| 3,000^ \| \| Ирландия (IRMA)[97] \| Платиновый \| 15 000^ \| \| Италия (FIMI)[98] \| Золотой \| 30 000* \| \| Новая Зеландия (RMNZ)[99] \| 2× Платиновый \| 30 000^ \| \| Польша (ZPAV)[100] \| Золотой \| 10,000* \| \| Швеция (GLF)[101] \| Золотой \| 40,000 \| \| Швейцария (IFPI Switzerland)[102] \| Платиновый \| 30 000^ \| \| ЮАР (RISA)[103] \| Платиновый \| 40,000^* \| \| США (RIAA)[50] \| Платиновый \| 1 000 000^ \| \| * Данные о продажах приведены только на основе сертификации. ^ Данные о тиражах приведены только на основе сертификации. \| \| \| |               |              |
| Регион | Сертификация  | Продажи      |
| Австралия (ARIA) | 6× Платиновый | 420 000^     |
| Австрия (IFPI Austria) | Платиновый    | 20,000*      |
| Канада (Music Canada) | 2× Платиновый | 160 000^     |
| Финляндия (Musiikkituottajat) | Золотой       | 15,084       |
| Франция (SNEP) | Золотой       | 50 000*      |
| Германия (BVMI) | 3× Золотой    | 300 000^     |
| Венгрия (Mahasz) | Золотой       | 3,000^       |
| Ирландия (IRMA) | Платиновый    | 15 000^      |
| Италия (FIMI) | Золотой       | 30 000*      |
| Новая Зеландия (RMNZ) | 2× Платиновый | 30 000^      |
| Польша (ZPAV) | Золотой       | 10,000*      |
| Швеция (GLF) | Золотой       | 40,000       |
| Швейцария (IFPI Switzerland) | Платиновый    | 30 000^      |
| ЮАР (RISA) | Платиновый    | 40,000^*     |
| США (RIAA) | Платиновый    | 1 000 000^   |
| * Данные о продажах приведены только на основе сертификации. ^ Данные о тиражах приведены только на основе сертификации. |               |              |

## Даты релиза и формат
| Страна         | Дата             | Формат                      |
| -------------- | ---------------- | --------------------------- |
| Австралия      | 14 сентября 2012 | CD,Винил ,Цифровая загрузка |
| Великобритания | 17 сентября 2012 | CD,Винил ,Цифровая загрузка |
| США            | 18 сентября 2012 | CD,Винил ,Цифровая загрузка |